# Delémont (Bezirk)
| Sitze im Jurassischen Parlament (2021–2025)                                                    |
| Insgesamt 30 Sitze - CS-POP: 2 - Grüne: 3 - SP: 8 - CSP: 3 - GLP: 1 - CVP: 6 - FDP: 3 - SVP: 4 |

Der Bezirk Delsberg (französisch district de Delémont) ist ein Bezirk im Kanton Jura, Hauptort ist Delsberg.
Mit 39'660 Einwohnern (31. Dezember 2023) gehört er bevölkerungsmässig zu den durchschnittlichen Regionen der Schweiz (Rang 84 von 148). Flächenmässig ist er gross (Rang 44). Die Einwohnerdichte pro Quadratkilometer ist tief.
Vergleichbare Eigenschaften über alle Regionen der Schweiz sind in diesem Artikel in fünf empirische Quantile eingeteilt mit je 20 % Häufigkeit. Diese Kennzahlen beschreiben die erhobenen Daten insgesamt. Sie unterscheiden «sehr klein», «klein», «mittel», «gross» oder «sehr gross» und betreffen die Jahre 2014 bis 2016.

## Bevölkerung
Die Altersstruktur der ständigen Wohnbevölkerung am 31. Dezember 2016 zeigt den grossen Anteil der etwas älteren Bevölkerung gegenüber den jungen Generationen.

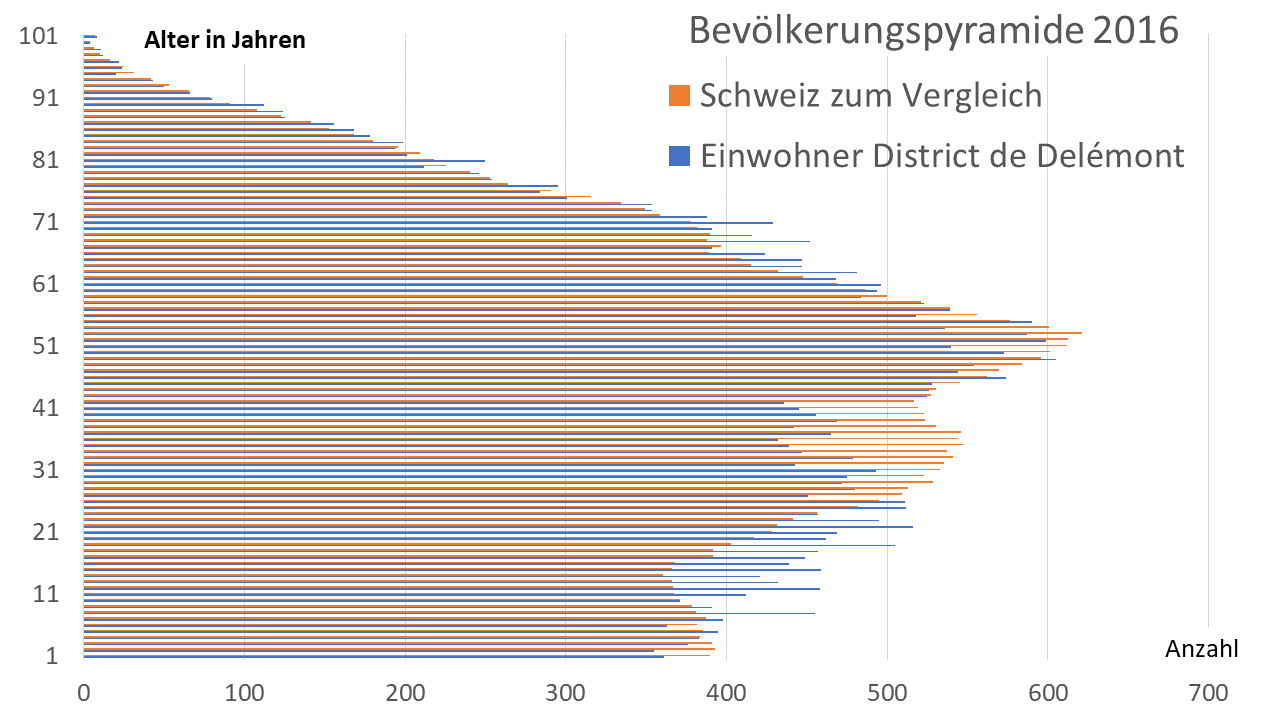
Altersaufbau der Bevölkerung im District de Delémont

Die Ausbildung der Einwohner wird grob an der höchsten abgeschlossenen Stufe gemessen, beginnend bei der obligatorischen Schule. Im District de Delémont hat die ständige Wohnbevölkerung ab 25 Jahren einen kleinen Anteil Sekundarstufe II (44 bis 48 %) und einen kleinen Anteil Hochschule (23 bis 26 %).
Die Sprache der ständigen Wohnbevölkerung in Privathaushalten ist mehrheitlich Französisch. Eine zweite Hauptsprache mit über 10 % Anteil ist nicht vorhanden, wobei die Befragten bis zu drei Sprachen mehrfach nennen konnten. Fliessend Deutsch sprechen 7 %, Französisch 89 %, Italienisch 3 %, Rätoromanisch 0 %, Englisch 1 %. Andere Sprachen sind mit 13 % vertreten, das ist im Vergleich zur Schweiz mit 19,5 % ein kleiner Anteil.
In der nationalen Statistik Wohnverhältnisse nach Bewohnertyp sind die genutzten Wohnungen unterteilt in bezahlte Mietverhältnisse (einschliesslich Genossenschaften) und Eigentum (einschliesslich sonstige wie Pächter oder kostenlose Dienstwohnungen durch Arbeitgeber). Der District de Delémont ist mit 39 % Mietwohnungen im Rang 120 von 148, hat also sehr wenig Mietwohnungen. Über alle Bezirke in fünf Quartilen liegen die Schwellen bei 40, 45, 51 bzw. 58 % mit einem Maximum von rund 90 % und einem Minimum von etwa 23 %.
Die standardisierte Erwerbsquote ist definiert als Anzahl Erwerbspersonen gemessen an der ständigen Wohnbevölkerung ab 15 Jahren in Privathaushalten. Die Schweiz hat eine Erwerbsquote von 66 %, in den Bezirken liegt sie zwischen 53 und 73 %, die fünf Quantile haben Schwellwerte von 63,0, 65,4, 67,6 bzw. 68,6 %. Der District de Delémont hat mit 61,5 % eine sehr tiefe Erwerbsquote (< 63,0 %).
Die täglichen Pendler sind (bei bekanntem Arbeitsort und in der Schweiz wohnhaften Personen) mit 47 % durchschnittlich häufig. Die Schweiz hat zwischen 38 und 60 % Arbeitspendler, gezählt als Wegpendler aus der Region einschliesslich Binnenpendler. Bezüglich Richtung sind die Ströme ausgeglichen.

## Gemeinden
Dem Bezirk gehören 19 Gemeinden an:
| Wappen      | Name der Gemeinde | Deutscher Name | Einwohner (31. Dezember 2023) | Fläche in km² | Einw. pro km² |
| ----------- | ----------------- | -------------- | ----------------------------- | ------------- | ------------- |
| Boécourt    | Boécourt          | Biestingen     | 961                           | 12,35         | 78            |
| Bourrignon  | Bourrignon        | Bürkis         | 261                           | 13,55         | 19            |
| Châtillon   | Châtillon (JU)    | Kastel         | 494                           | 5,31          | 93            |
| Courchapoix | Courchapoix       | Gebsdorf       | 445                           | 6,39          | 70            |
| Courrendlin | Courrendlin       | Rennendorf     | 3667                          | 21,55         | 170           |
| Courroux    | Courroux          | Lüttelsdorf    | 3396                          | 19,74         | 172           |
| Courtételle | Courtételle       | Cortittel      | 2724                          | 13,56         | 201           |
| Delsberg    | Delémont          | Delsberg       | 12.739                        | 21,97         | 580           |
| Develier    | Develier          | Dietwiler      | 1372                          | 12,47         | 110           |
| Ederswiler  | Ederswiler a      | Ederswiler     | 117                           | 3,31          | 35            |
| Haute-Sorne | Haute-Sorne       |                | 7362                          | 71,04         | 104           |
| Mervelier   | Mervelier         | Morschwiler    | 535                           | 9,74          | 55            |
| Mettembert  | Mettembert        | Mettenberg     | 112                           | 2,34          | 48            |
| Movelier    | Movelier          | Moderswiler    | 420                           | 8,08          | 52            |
| Pleigne     | Pleigne           | Pleen          | 349                           | 17,84         | 20            |
| Rossemaison | Rossemaison       | Rottmund       | 733                           | 1,89          | 388           |
| Saulcy      | Saulcy            |                | 273                           | 7,86          | 35            |
| Soyhières   | Soyhières         | Saugern        | 431                           | 7,50          | 57            |
| Val Terbi   | Val Terbi         |                | 3269                          | 46,69         | 70            |
| Total (19)  | Total (19)        |                | 39'660                        | 303,18        | 131           |

## Veränderungen im Gemeindebestand

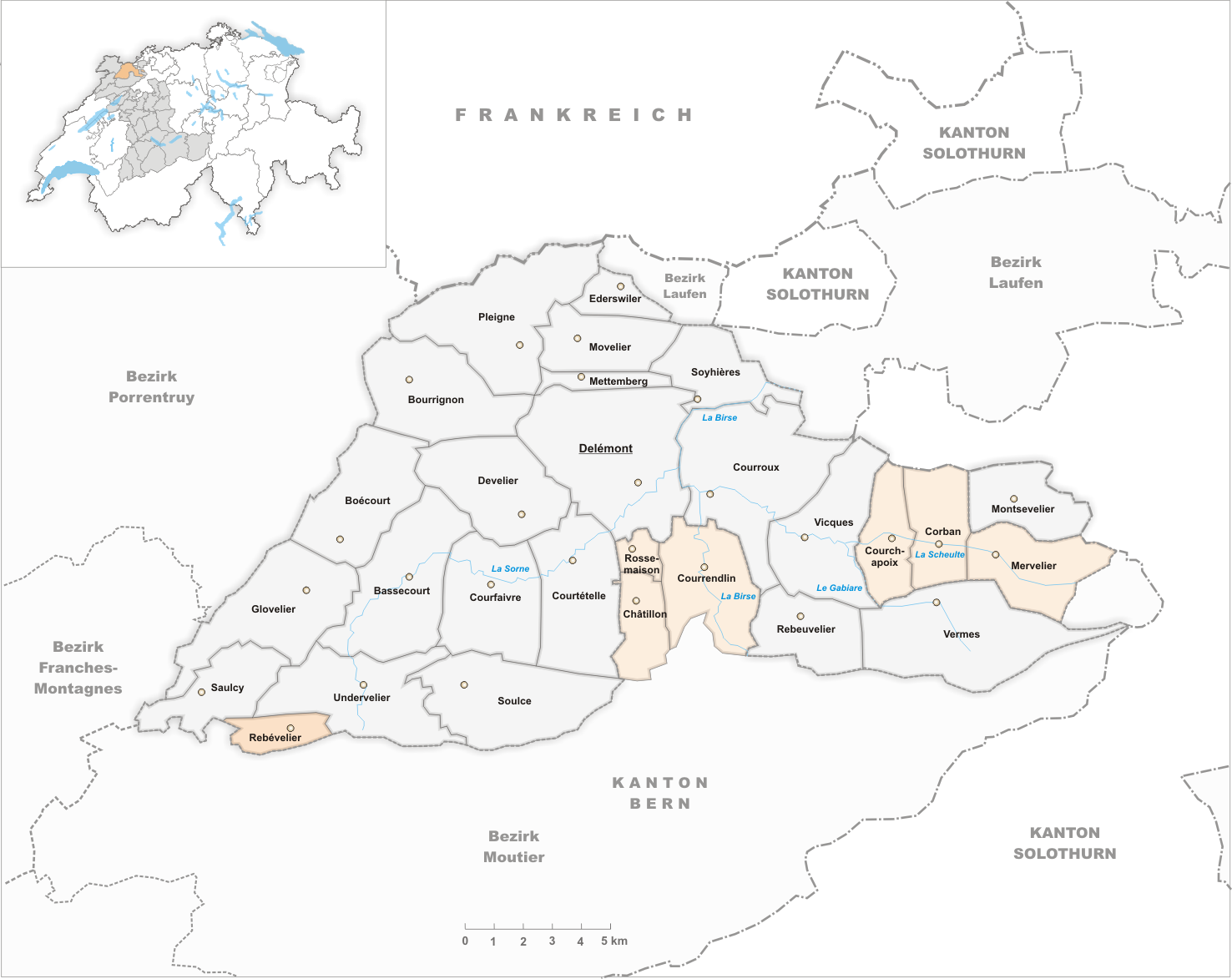
Gemeinden bis 1975
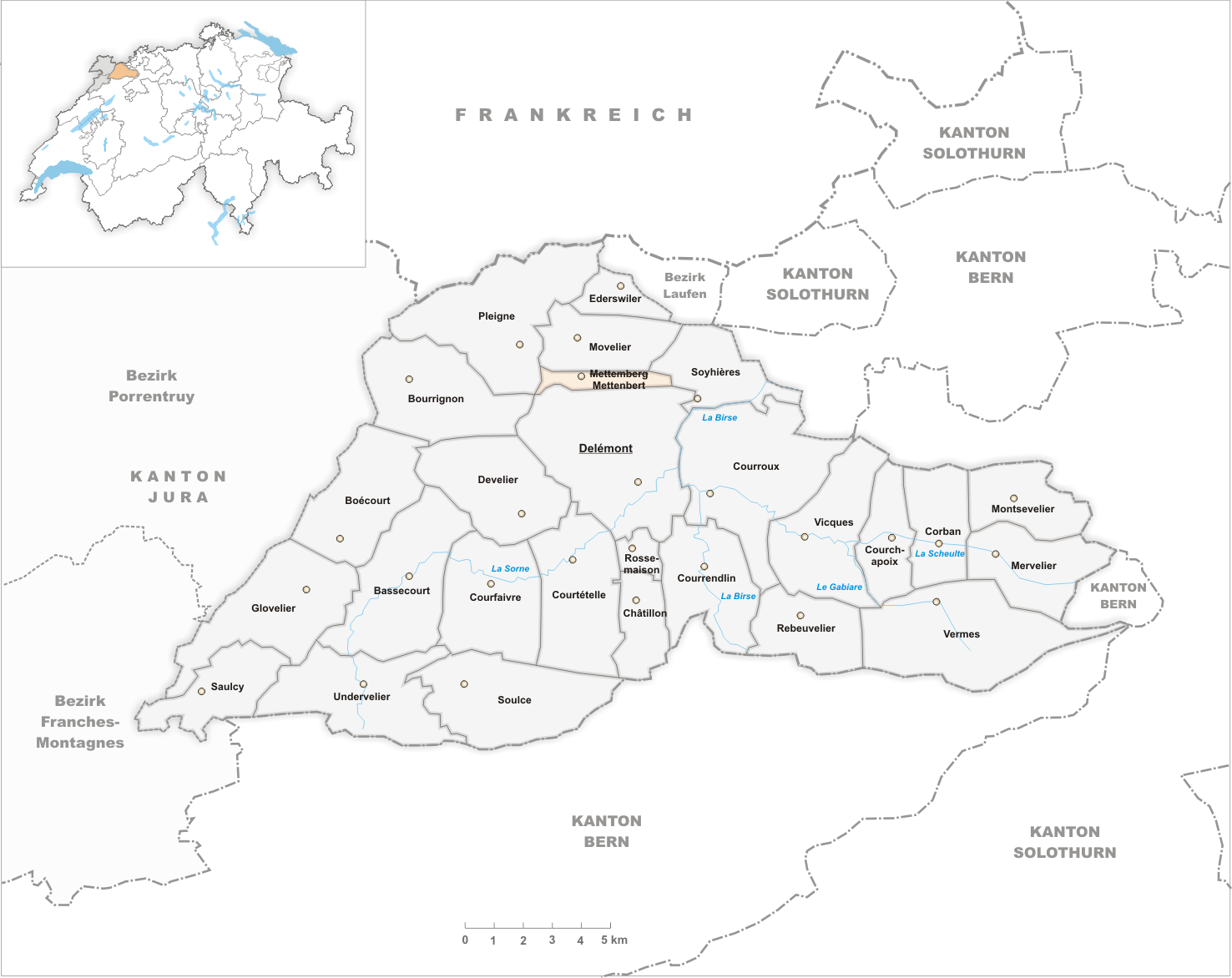
Gemeinden bis 1983
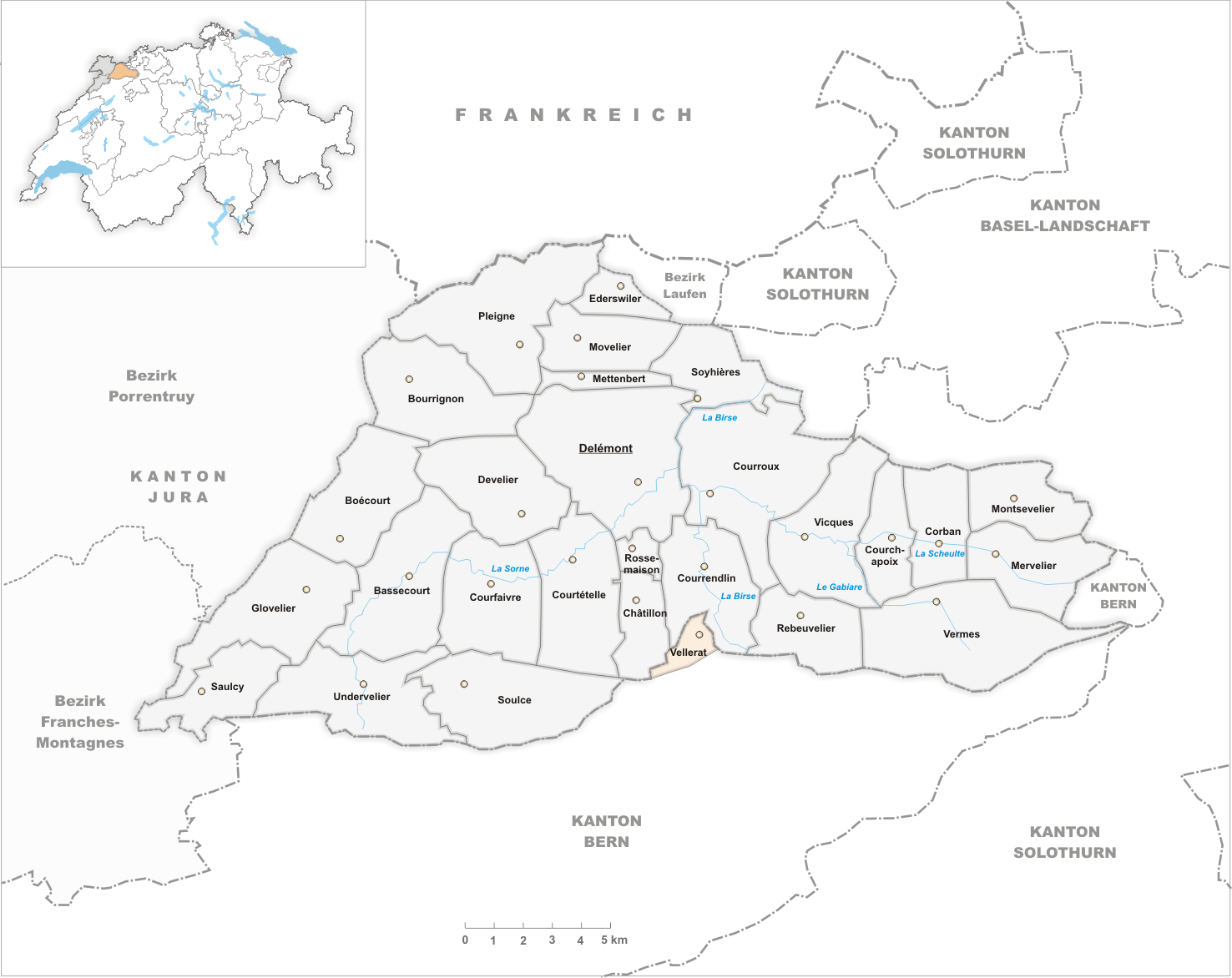
Gemeinden bis 1995
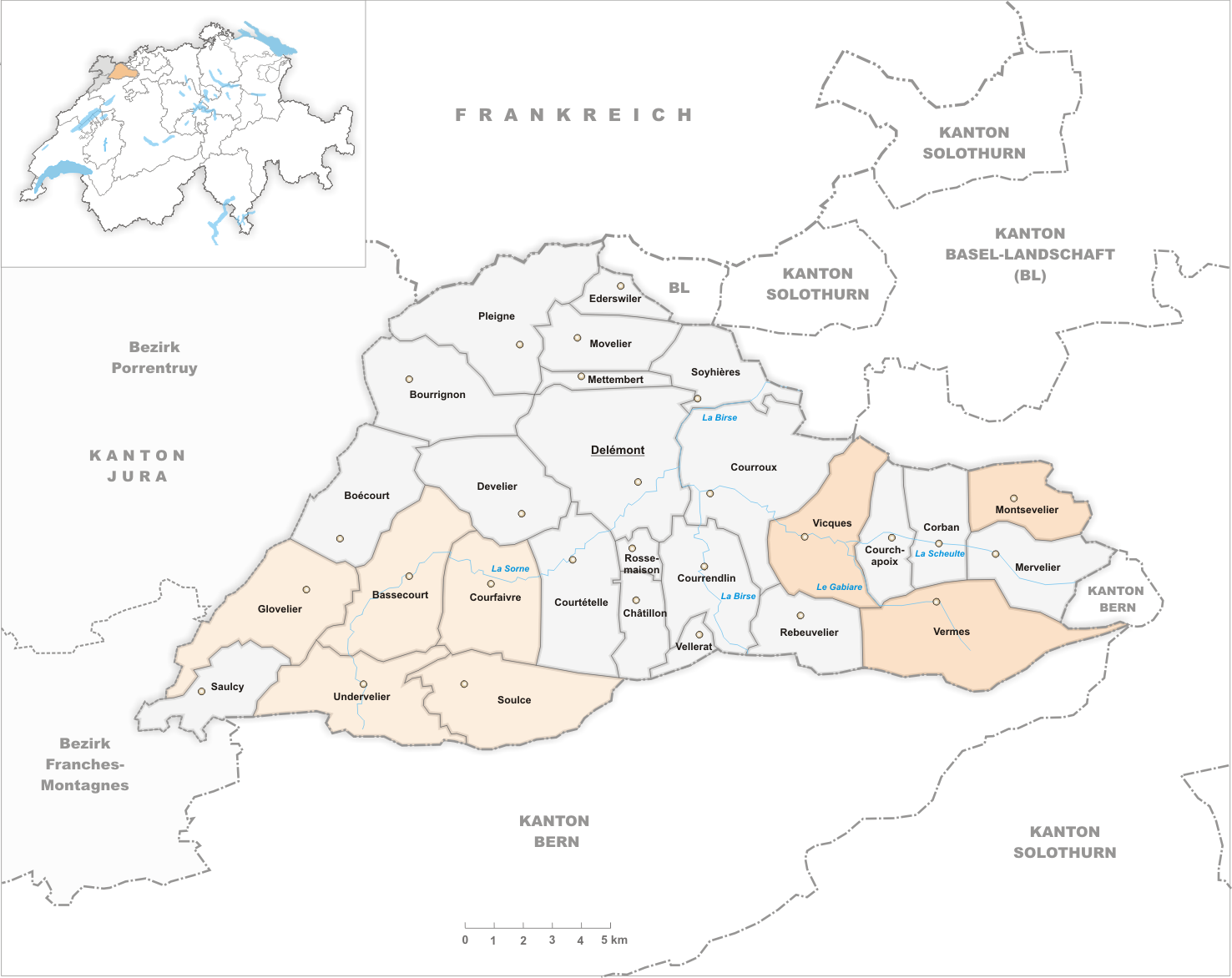
Gemeinden bis 2012
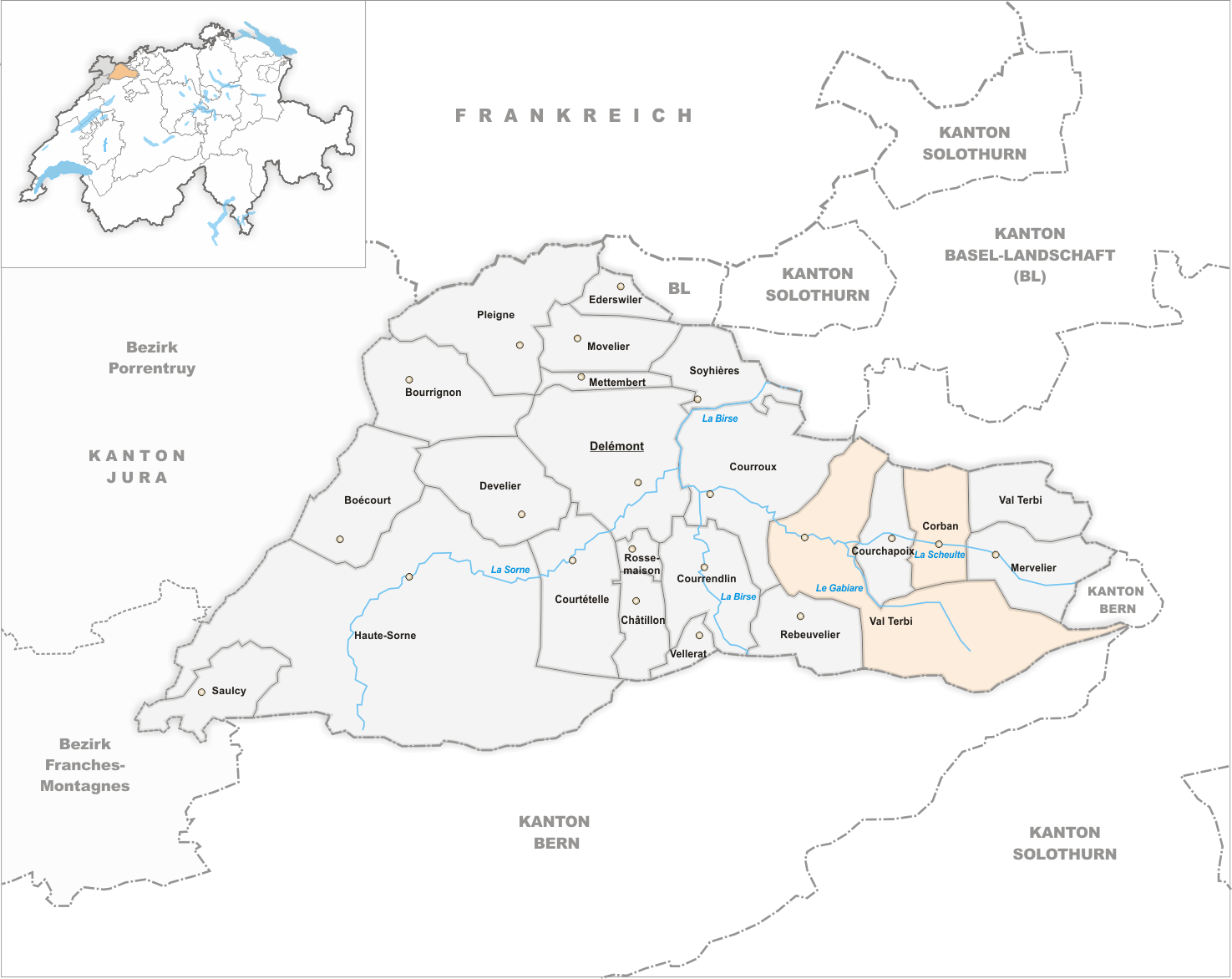
Gemeinden bis 2017
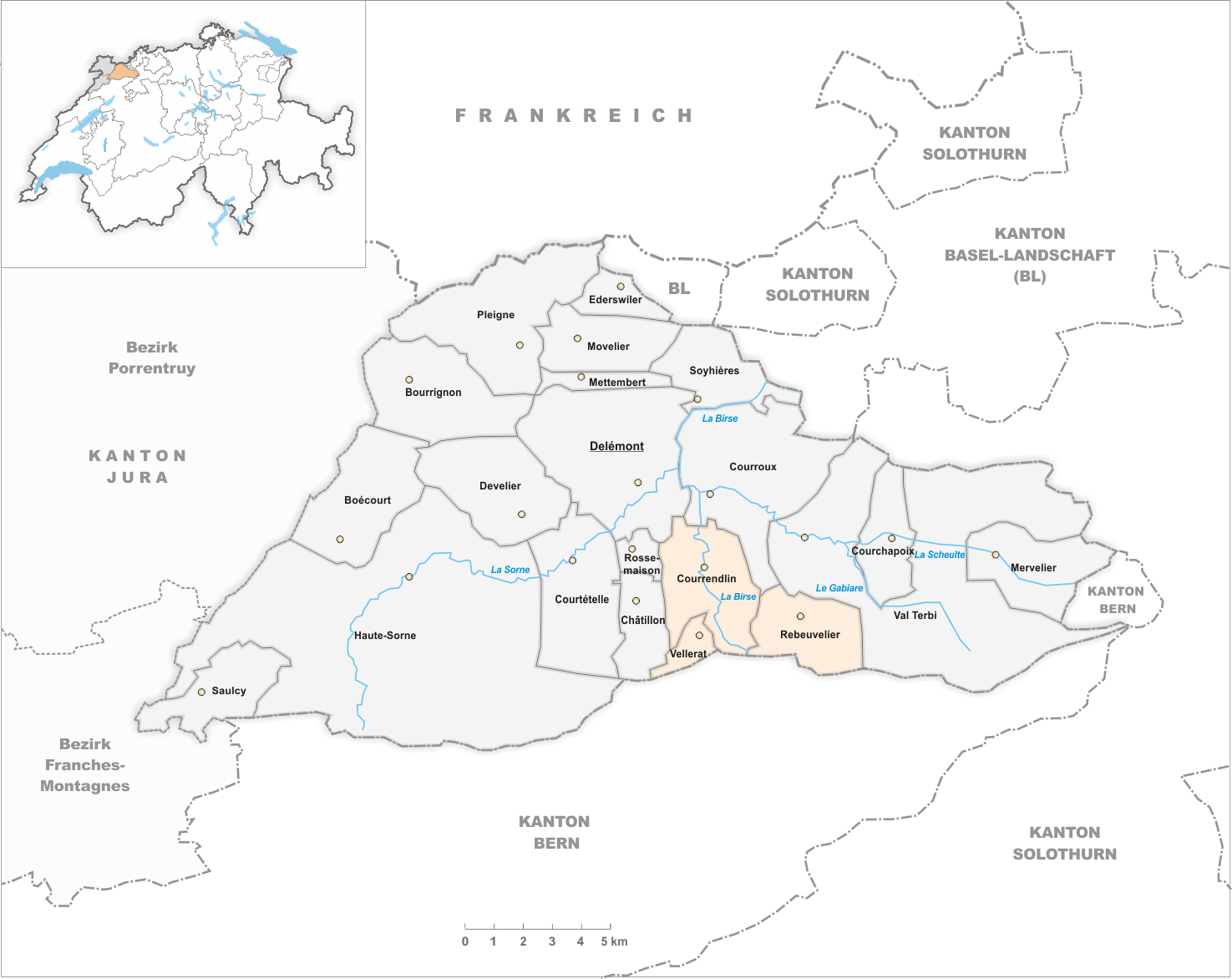
Gemeinden bis 2018

Bemerkung: Der Kanton Jura existiert seit dem 1. Januar 1979, vorher gehörten alle nachstehend aufgeführten Gemeinden zum Kanton Bern.
- 1976:
  - Bezirkswechsel von Rebévelier vom Bezirk Delémont → Amtsbezirk Moutier
  - Bezirkswechsel von Châtillon, Corban, Courchapoix, Courrendlin, Mervelier und Rossemaison vom Amtsbezirk Moutier → Bezirk Delémont
  - Bezirkswechsel von Roggenburg vom Bezirk Delémont → Bezirk Laufen
- 1979: Kantonswechsel vom Kanton Bern → Kanton Jura
- 1984: Namensänderung von Mettemberg → Mettembert
- 1996: Kantons- und Bezirkswechsel von Vellerat vom Kanton Bern im Amtsbezirk Moutier → Kanton Jura zum Bezirk Delémont
- 2013:
  - Fusion Bassecourt, Courfaivre, Glovelier, Soulce und Undervelier → Haute-Sorne
  - Fusion Montsevelier, Vermes und Vicques → Val Terbi
- 2018: Fusion Corban und Val Terbi → Val Terbi
- 2019: Fusion Courrendlin, Rebeuvelier und Vellerat → Courrendlin